# 石门水库 (通山)
石门水库是中国湖北省咸宁市通山县境内的一座水库，位于富水上游通山河上，建于1965年。水库正常库容为1535万立方米，集雨面积为15平方千米，海拔为163.2米。